# Fruitland (Maryland)
Fruitland – miasto w Stanach Zjednoczonych, w stanie Maryland, w hrabstwie Wicomico.